# Nozaki-Hiyama-Kishi-Reaktion
Die Nozaki-Hiyama-Kishi-Reaktion ist eine Nickel-katalysierte Chrom-vermittelte Kupplungsreaktion. Dabei wird aus einem  Aldehyd unter Umsetzung mit Allyl- oder Vinylhalogeniden ein sekundärer Allyl- oder Vinylalkohol gebildet. Auch Alkinylhalogenide können verwendet werden, wobei Propargylalkoholeentstehen. Die Reaktion wurde als erstes von Tamejiro Hiyama und Hitoshi Nozaki im Jahre 1977 veröffentlicht. Sie ist zusätzlich nach Yoshito Kishi benannt. Dabei wurde eine Chrom(II)-Salzlösung mit Benzaldehyd und Allylchlorid umgesetzt.
Wenn man diese Reaktion mit einer Grignard-Reaktion oder der Addition von Lithiumorganylen vergleicht ist sie, bedingt durch die relativ schwächere Nucleophilie des Chrom-Organyls, sehr viel selektiver und es werden funktionelle Gruppen wie Ketone, Ester, Amide und Nitrile toleriert. Jedoch ist das Chrom-Organyl im Sinne von  HSAB hart genug,  um mit α,β-ungesättigten Aldehyden eine 1,2-Addition einzugehen. Als Lösungsmittel werden  DMF und DMSO benutzt, da diese die Chromsalze gut lösen.

## Nickel(II)-Salze als Katalysator
Im Jahre 1983 wurde von den gleichen Autoren beobachtet, dass Vinylhalogenide, Vinyltriflate und Arylhalogenide unter ähnlichen Bedingungen reagieren. 1986 wurde dann festgestellt, dass katalytische Mengen Nickel(II)-chlorid die Reaktion beschleunigt.
Unabhängig davon kam Yoshito Kishi im gleichen Jahr im Rahmen der Palytoxin-Totalsynthese zum gleichen Ergebnis.
Palladiumacetat zeigte ebenfalls gute katalytische Aktivität in dieser Reaktion.

## Reaktionsmechanismus
Nickel wird zunächst durch das Chrom(II) zum Element reduziert, wobei das Chrom in die Oxidationsstufe +III oxidiert wird. Danach folgt eine oxidative Addition von Nickel in die Kohlenstoff-Halogen-Bindung zu einer Grignard-artigen Verbindung. Nach einer Ummetallierung durch Chrom(III) entsteht ein Nucleophil, welches den Aldehyd angreifen kann. 
Bei der Reaktion muss die Menge an Nickelkatalysator gering gehalten werden, um Nebenreaktionen zu vermeiden.
Ähnliche Reaktionen sind zum Beispiel die Grignard-Reaktion (Magnesium), die Barbier-Reaktion (Zink) oder Reaktionen mit Organolithium-Reagenzien.